# Шатракасы
Шатракасы́ (чув. Шатракасси) — деревня в Моргаушском районе Чувашской Республики. Входит в состав Кадикасинского сельского поселения.

## География
Находится в северо-западной части Чувашии, на расстоянии приблизительно 15 км на север-северо-восток по прямой от районного центра села Моргауши.

## История
Известна с 1795 года, когда здесь было учтено 46 дворов и 222 жителя. В 1858 году было учтено 296 человек. В 1906 году отмечено дворов 94 и жителей 436, в 1926 — дворов 48 и жителей 209, в 1939—483 жителя, в 1979—212. В 2002 году было 60 дворов, в 2010 — 48 домохозяйств. До 1958 года село. В 1930 году был образован колхоз «Волонтёр», в 2010 действовало ОАО "Птицефабрика «Моргаушская». Действует Покровская церковь (1902—1929, с 1991).

## Население
Постоянное население составляло 148 человек (чуваши 98 %) в 2002 году, 146 в 2010.